# Friedrich August Finger

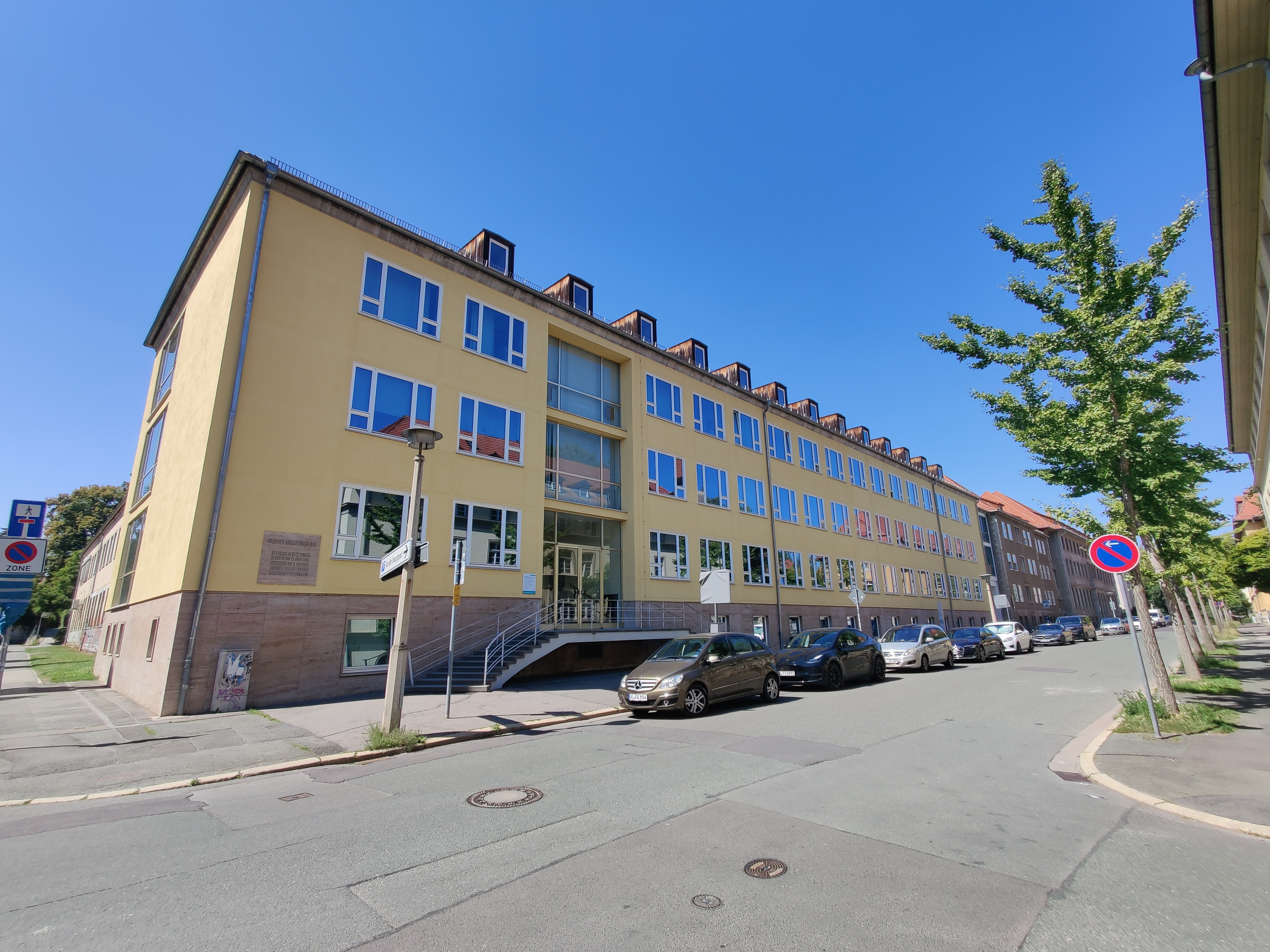
Friedrich-August-Finger-Bau in der Coudraystraße 11A

Friedrich August Finger (geb. 29. April 1885 in Frankfurt am Main; gest. am 6. Juli 1961 in Weimar) war ein deutscher Bauingenieur, Baustoffkundler und Gründer des F.A. Finger-Instituts für Baustoffkunde an der Staatlichen Hochschule für Baukunst Weimar. In dieser Art ist sein Institut das weltweit erste.

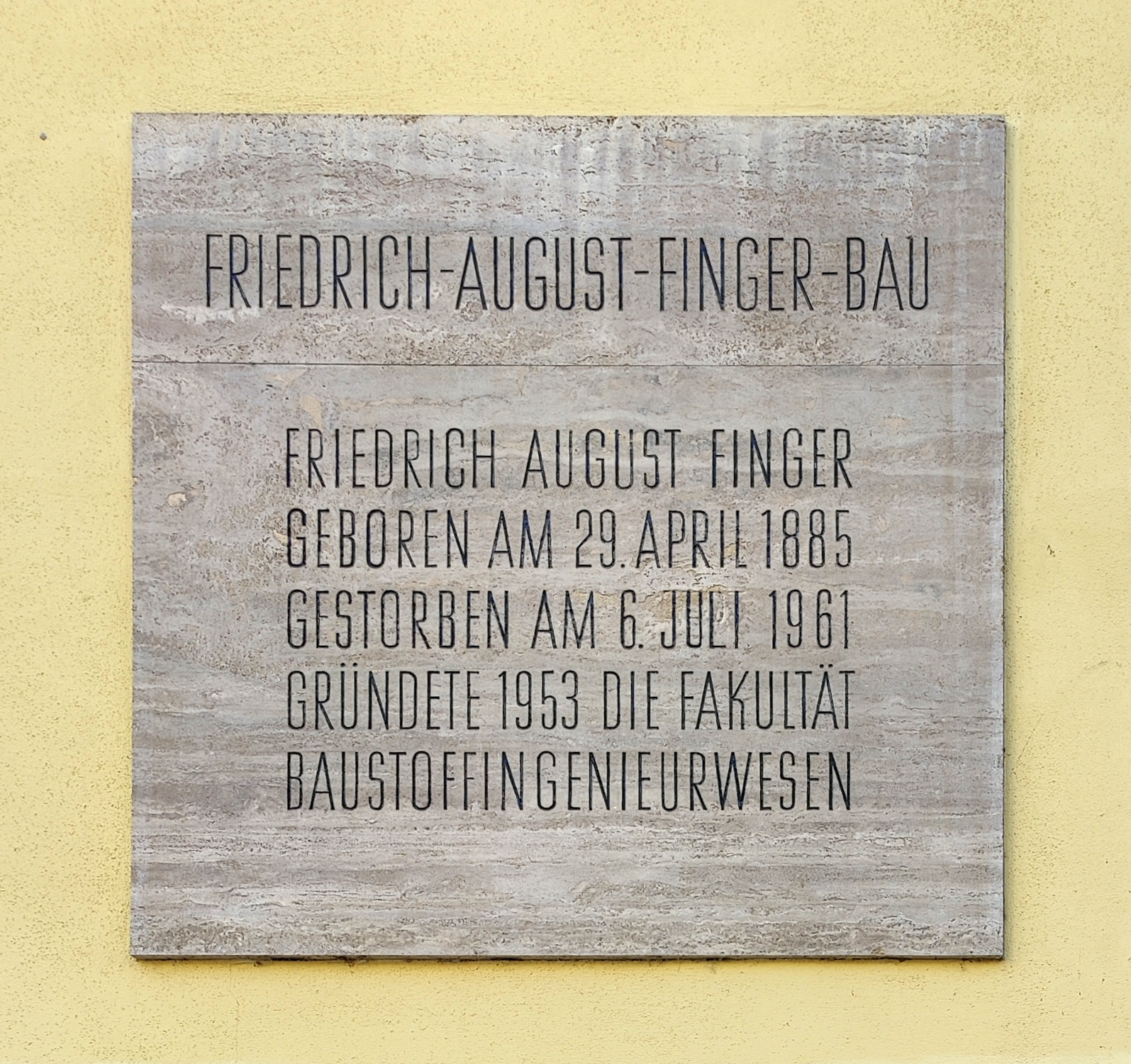
Erinnerungsplakette Friedrich August Finger am Friedrich-August-Finger-Bau

Finger studierte in Darmstadt und München Bauingenieurwesen. Danach betätigte er sich mit Tunnelbauten in Deutschland und der Türkei, wo er in Kriegsgefangenschaft geriet. Finger war allerdings auch Bauleiter an der Bagdad-Bahn. Ab 1920 freischaffend war er wieder in Deutschland tätig. Von 1929 an war er Schrift- und Schulungsleiter beim Deutschen Zement-Bund. 1933 war er Redakteur der Bauzeitschrift Die Betonstraße, die dann seit 1934 unter dem Titel Die Straße erschien. Am 1. September folgte Finger Hermann Craemer in der Dozentur für Statik und Ingenieurbau an der Hochschule für Baukunst in Weimar. 1944 bekam er die ordentliche Professur für Baustoffkunde. Das Institut, das Finger 1945 gründete und bis 1951 leitete, widmete sich nicht nur der Entwicklung neuer Baustoffe, sondern fungierte seither auch als Baustoffprüfstelle. Er war Gründungsdekan der Fakultät für Baustofftechnologie, die er bis 1958 leitete. In der Coudraystraße 11A steht der Friedrich August-Finger-Bau, der auf der Liste der Kulturdenkmale in Weimar (Einzeldenkmale) verzeichnet ist.